# Cesano, Rom
Cesano är Roms femtioandra zon och har beteckningen Z. LII. Zonen är uppkallad efter byn Cesano. Zonen Cesano bildades år 1961. 
Cesano gränsar till Campagnano di Roma, Formello, La Storta, Santa Maria di Galeria och Anguillara Sabazia.

## Kyrkobyggnader
- San Nicola di Bari
- San Giovanni Battista
- San Sebastiano Martire
- Cappella di San Martino
- Sant'Andrea Apostolo

## Monument och sevärdheter
- Borgo della Merluzza med kapell
- Torraccia del Bosco
- Arco Monumentale dell'Acquedotto Paolino nella tenuta dell'Olgiata
- Lago di Martignano
- Parco regionale di Veio
- Valle di Baccano

## Kommunikationer
Järnvägsstationer
- FL3 Cesano di Roma på linjen Roma-Capranica-Viterbo

## Bilder
| - Kyrkan San Giovanni Battista. - Kyrkan San Nicola di Bari. |